# Polly Tones
Polly Tones es un dúo acústico compuesto por Malin Dahlgren (voz) y Viktor Näslund (guitarra). Su música puede ser descrita como pop acústico experimental con tintes románticos y folk.

## Historia
Maling y Viktor se conocieron en su pueblo natal, Umeå (norte de Suecia). Trabajaron juntos bajo diferentes nombres antes de finalmente adoptar su identidad permanente como Polly Tones. En 2008, el dúo se mudó a Londres y ha permanecido allí desde entonces.

## Álbumes
El primer EP de Polly Tones, Take this Pill, se lanzó a fines de 2008. Un segundo EP, The Toast, fue lanzado en noviembre de 2011. El mismo consta de las pistas «In My Room», «Waiting», «Midnight on a Bus» y «The Toast». 

## Otros datos
El 30 de octubre de 2009, Polly Tones fue elegida como Banda del día por el periódico británico The Guardian.
El dúo Polly Tones también es conocido por su interpretación del álbum Smile, de The Beach Boys, realizada utilizando únicamente la voz de Malin y la guitarra de Viktor. La versión tuvo una buena recepción. El periodista musical Paul Lester la describió como "una genialidad en concepción y ejecución. Sorprendente".
Malin y Viktor colaboran regularmente con la banda londinense Klak Tik.